# Perspicillum
Perspicillum is een geslacht van uitgestorven kreeftachtigen uit de klasse van de Ostracoda (mosselkreeftjes).

## Soorten
- Perspicillum eos (Schallreuter, 1967) Sidaravichiene, 1992 †
- Perspicillum perspicillum Schallreuter, 1964 †